# Ciro Immobile
Ciro Immobile Cavaliere OMRI sinh ngày 20 tháng 2 năm 1990) là cầu thủ bóng đá chuyên nghiệp người Ý hiện chơi ở vị trí tiền đạo cho câu lạc bộ Beşiktaş tại Süper Lig.
Anh bắt đầu sự nghiệp của mình tại Sorrento. Năm 2009, anh được Juventus mua lại, và sau đó cho ba câu lạc bộ mượn trước khi chuyển đến Genoa vào năm 2012. Sau một mùa giải tại đây, anh chuyển đến câu lạc bộ cùng thành phố với Juventus là Torino. Tại đây, anh đã giành được giải Capocannoniere (vua phá lưới Serie A) với 22 bàn thắng sau 33 trận. Sau mùa giải đột phá tại Torino, anh đã được Borussia Dortmund mua lại với giá 18 triệu Euro trước khi chuyển đến Sevilla vào năm 2015. Năm 2016, anh trở lại Torino theo dạng cho mượn và sau đó được bán cho Lazio vào tháng 7 năm đó. Trong mùa giải thứ hai khoác áo Lazio, anh đã lần thứ hai giành được giải Capocannoniere, với 29 bàn sau 33 trận.
Immobile ra mắt đội tuyển quốc gia Ý vào năm 2014, và được điền tên vào đội hình dự World Cup 2014, Euro 2016 và Euro 2020.

## Sự nghiệp câu lạc bộ

### Khởi đầu
Sinh ra ở Torre Annunziata thuộc tỉnh Napoli, Immobile bắt đầu sự nghiệp của mình ở trường bóng đá "Torre Annunziata '88" trước khi chuyển sang "Maria Rosa" và cuối cùng là đội trẻ Salernitana tuy nhiên đã không thành công tại đây. Sau đó anh gia nhập Sorrento nơi mà anh có 30 bàn thắng trong đội trẻ U-17 mùa giải 2007–08, bao gồm cả cú đúp trong trận gặp Torino, điều này đã gây ấn tượng với các nhà tuyển trạch của Juventus.
Năm 2008, ở tuổi 18, anh ký hợp đồng trị giá 80.000 Euro theo đề nghị của Ciro Ferrara. Ở Juventus, anh tiếp tục được chơi cho đội trẻ Đội trẻ Juventus F.C. ở giải Primavera. Anh bắt đầu thi đấu cho đội trẻ Juventus năm 2009 và đá cặp với Ayub Daud, cùng nhau họ đã đưa đội bóng đến chức vô địch của Torneo di Viareggio 2009, cá nhân Immobile có 5 bàn thắng, hai trong số đó là ở trận chung kết.
Vào ngày 14 tháng 3 năm 2009, Immobile ra mắt Serie A với trận thắng 4-1 trên sân nhà trước Bologna. Anh thay thế đội trưởng Alessandro Del Piero ở phút 89, và người đồng đội với anh ở đội trẻ là Daud cũng được vào sân khi thay Sebastian Giovinco một phút sau đó. Vào ngày 25 tháng 11 năm 2009, Immobile cũng lần đầu ra mắt một trận đấu ở châu Âu, một lần nữa anh vào sân ở hiệp hai thay cho Alessandro Del Piero ở UEFA Champions League khi Juventus gặp Bordeaux. Tháng 2 năm 2010, anh ghi hat-trick trong trận đấu với câu lạc bộ Empoli ở chung kết giải Torneo di Viareggio 2010, qua đó giành cú đúp danh hiệu của giải đấu.

### Cho mượn tại Siena và Grosseto
Vào ngày 1 tháng 7 năm 2010, Immobile cùng với đồng đội Luca Marrone được cho A.C. Siena lúc đó đang thi đấu ở Serie B mượn. Đổi lại Juventus mượn Niccolò Giannetti, Leonardo Spinazzola và Marcel Büchel từ câu lạc bộ vùng Tuscany. Tuy nhiên, Immobile chưa bao giờ có mặt tại đội một, và vào tháng 1 năm 2011, anh rời Siena sau 4 lần ra sân và 1 bàn thắng. Sau khi rời Siena, anh tiếp tục được cho Grosseto mượn, một câu lạc bộ lúc đó đang thi đấu ở Serie B 2010–11.

### Cho mượn tại Pescara
Vào ngày 17 tháng 8 năm 2011, Immobile gia nhập câu lạc bộ Serie B Pescara theo dạng cho mượn dài hạn. Anh đã ghi bàn thắng đầu tiên cho câu lạc bộ vào ngày 26 tháng 8 trong trận ra mắt Pescara gặp Hellas Verona ngay vòng đấu đầu tiên. Đến cuối andata Serie B 2011–12 (nửa đầu mùa giải), Immobile đã ghi được 14 bàn thắng. Vào ngày 30 tháng 1 năm 2012, Genoa xác nhận rằng họ đã trả 4 triệu Euro cho một nửa quyền sở hữu cầu thủ từ Juventus sau khi chứng kiến anh ấy ở Serie B. Immobile kết thúc mùa giải với Pescara ở giải hạng hai của Ý với danh hiệu vô địch cùng một suất lên chơi tại Serie A. Anh cũng đã trở thành vua phá lưới của Serie B với tổng cộng 28 bàn thắng, nhiều hơn 7 bàn so với cầu thủ ghi bàn cao thứ hai là Marco Sau của Juve Stabia. Immobile cũng được vinh danh là cầu thủ xuất sắc nhất năm của Serie B tại Gran Galà del Calcio 2012 cùng với các đồng đội Lorenzo Insigne và Marco Verratti.

### Genoa
Immobile chính thức trở thành một cầu thủ Genoa vào ngày 1 tháng 7 năm 2012 sau khi hợp đồng cho Pescara mượn hết hạn. Vào ngày 19 tháng 6 năm 2013, Genoa và Juventus một lần nữa gia hạn các thỏa thuận đồng sở hữu về trường hợp của Immobile và Boakye.

### Torino
Vào ngày 12 tháng 7 năm 2013, Juventus đã mua một nửa sở hữu Immobile của Genoa với giá 2,75 triệu euro. Cùng ngày, anh bị bán cho đối thủ cùng thành phố Torino theo thỏa thuận đồng sở hữu mới trị giá 2,75 triệu euro.
Anh ra mắt Torino ngay ở vòng đầu tiên của Coppa Italia trước câu lạc bộ cũ Pescara, và ghi bàn thắng đầu tiên của mùa giải. Anh đã vào sân trong trận ra mắt Serie A cho câu lạc bộ nhưng không ghi bàn cho đến ngày 7 tháng 10, trong trận hòa 2-2 với Sampdoria. Trước đó, Immobile cũng đã không ghi bàn tại Serie A kể từ tháng 12 năm 2012. Bàn thắng báo hiệu một phong độ khởi sắc của Immobile, với việc ghi thêm 12 bàn trong 15 trận tiếp theo, bao gồm cả cú đúp đầu tiên của anh ở Serie A trong trận đấu với Chievo Verona vào tháng 12.
Vào ngày 22 tháng 3 năm 2014, Immobile đã lập hat-trick đầu tiên tại Serie A, trong chiến thắng 3-1 trước Livorno. Ba ngày sau, anh ghi bàn với một cú vô lê ngoạn mục bằng chân trái trong trận đấu với Roma tại Olimpico. Đến ngày 6 tháng 4, anh đã ghi bàn thắng quyết định trong chiến thắng 2-1 trước Catania. Ngày 13 tháng 4, khi Genoa đang dẫn với tỉ số 1-0, cả Immobile và Alessio Cerci đều ghi bàn trong khoảng thời gian bù giờ để mang về chiến thắng 2-1 cho Torino. Anh một lần nữa ghi bàn ở vòng sau đó, trong trận hòa 3-3 trước Lazio. Trong ngày 27 tháng 4,  Immobile ghi bàn trong trận đấu thứ sáu liên tiếp để đánh bại Udinese với tỉ số 2–0, qua đó giúp anh có được 21 bàn thắng trong mùa giải, bằng với thành tích ghi bàn trong một mùa của hai cầu thủ ghi bàn nhiều nhất trong một mùa cho Torino là Paolo Pulici và Francesco Graziani.
Vào ngày 11 tháng 5, Immobile đã ghi bàn trong trận đấu áp chót của mùa giải trước Parma nhưng đã bị đuổi khỏi sân trong hiệp hai và bị treo giò trong trận đấu cuối cùng với Fiorentina. Kết thúc mùa giải, anh có 22 bàn thắng sau 33 lần ra sân, cộng thêm một bàn ghi được ở Coppa Italia 2013–14. Anh trở thành cầu thủ thứ hai của Torino giành được Capocannoniere sau Francesco Graziani xác lập trong mùa bóng 1976–77.

### Borussia Dortmund

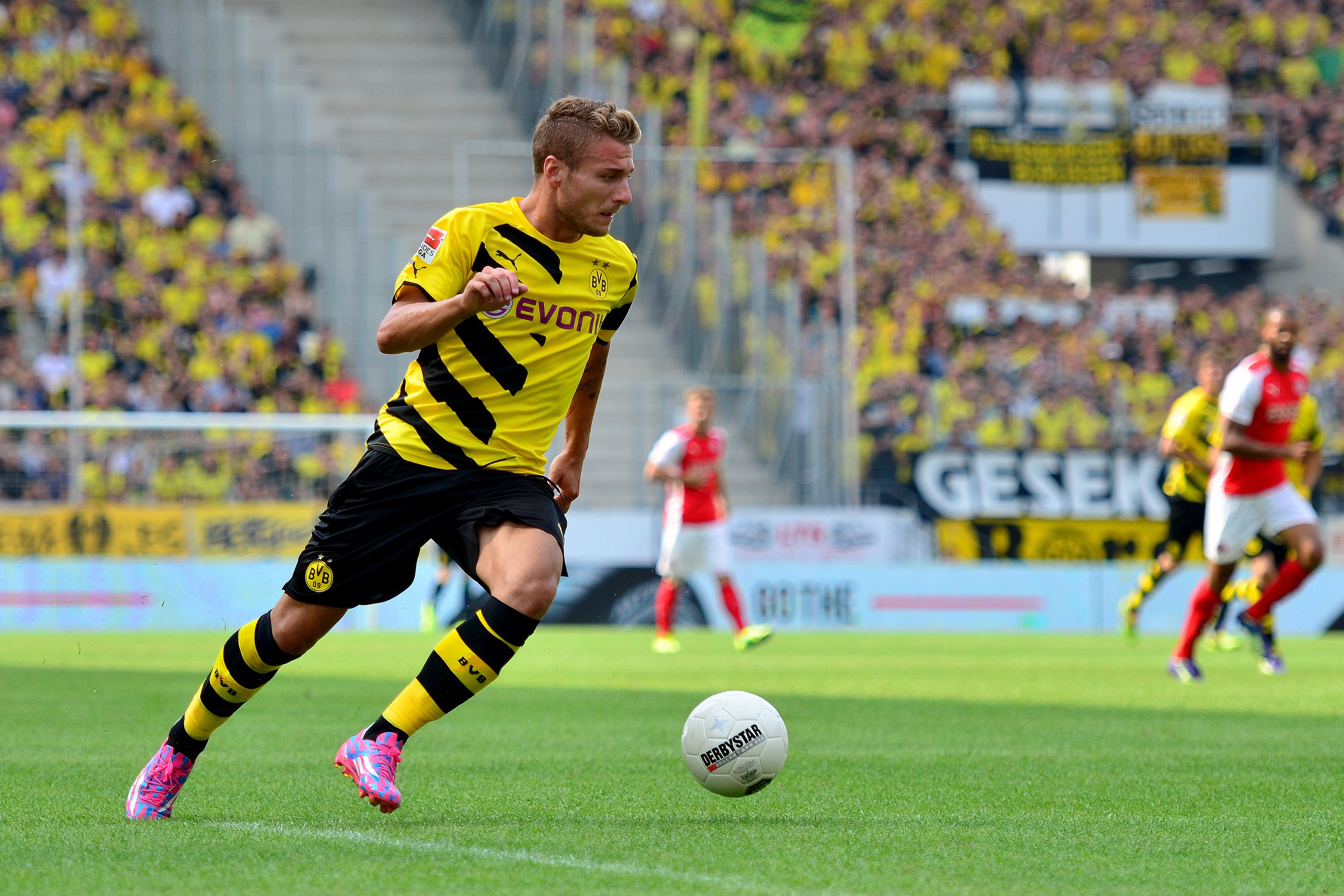
Immobile chơi cho Borussia Dortmund trong tháng 7 năm 2014

Vào ngày 2 tháng 6 năm 2014, câu lạc bộ Bundesliga Borussia Dortmund tuyên bố hoàn tất bản hợp đồng với Immobile, mặc dù thỏa thuận đồng sở hữu giữa Torino và Juventus không được giải quyết. Chủ tịch của Torino là Urbano Cairo cáo buộc Juventus và Dortmund đã vi phạm quy định của FIFA liên quan đến chuyển nhượng vào ngày 10 tháng 5 năm 2014, mà Liên đoàn bóng đá Ý cũng tuyên bố rằng việc chuyển nhượng đó phải có sự đồng ý của các đồng sở hữu. Cairo cũng muốn giữ chân Immobile ít nhất thêm một mùa bởi thành tích và lợi nhuận thu được. Vào ngày 18 tháng 6 năm 2014, Juventus đã bán 50% quyền sở hữu còn lại của Immobile cho Torino với giá 8,035 triệu Euro. Torino sau đó tiết lộ trong hồ sơ tài chính của họ, rằng phí chuyển nhượng mà phía câu lạc bộ Đức phải trả là 17,955 triệu Euro. Vào ngày 13 tháng 8 năm 2014, Immobile ra mắt chính thức trong màu áo của Dortmund với tư cách là một tiền đạo trong đội hình xuất phát tại Siêu cúp bóng đá Đức 2014, trong trận gặp Bayern Munich. Trận đấu kết thúc với việc Borussia nâng cúp vô địch sau khi hạ đối thủ với tỷ số 2-0.
Immobile có trận ra mắt Bundesliga vào ngày 23 tháng 8 năm 2014 khi Dortmund có trận thua 0-2 trước Bayer Leverkusen trên sân nhà. Vào ngày 16 tháng 9 năm 2014, anh đã ghi bàn thắng đầu tiên cho câu lạc bộ, mở ra chiến thắng 2-0 trên sân nhà trước Arsenal ở vòng bảng Champions League. Anh đã ghi 4 bàn thắng trong 6 trận đấu ở Champions League, trong chiến thắng 3–0 trước Anderlecht, 4–1 trên sân nhà trước Galatasaray và 1–1 trên sân nhà với Anderlecht, qua đó giúp Borussia vượt qua vòng bảng với tư cách nhất bảng. Vào ngày 17 tháng 12 năm 2014, Immobile có pha kiến tạo đầu tiên và ghi bàn thứ hai trong trận hòa 2-2 trên sân nhà với Wolfsburg.

### Sevilla

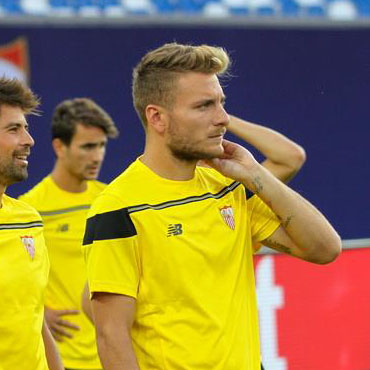
Immobile thi đấu cho Sevilla trong tháng 8 năm 2015, trước trận siêu cúp châu Âu.

Vào ngày 12 tháng 7 năm 2015, Immobile gia nhập Sevilla theo dạng cho mượn sau một mùa chỉ ghi được 3 bàn thắng trong mùa giải đầu tiên tại Borussia Dortmund (tổng cộng 10 bàn sau 34 trận). Sevilla cũng có thể mua đứt anh nếu muốn. Anh ra mắt câu lạc bộ vào ngày 11 tháng 8 năm 2015 từ băng ghế dự bị khi vào sân thay thế Kevin Gameiro ở phút thứ 80 của trận Siêu cúp châu Âu 2015 đối đầu với Barcelona và có pha kiến tạo cho Yevhen Konoplyanka ghi bàn ở phút 81, qua đó đưa trận đấu đến hiệp phụ. Tuy nhiên, Barcelona đã giành chiến thắng 5-4 sau khi Pedro ghi bàn trong hiệp phụ.
Vào ngày 31 tháng 7 năm 2015, Immobile rời sân trên cáng với bình thở oxy và nẹp cổ sau khi mới chỉ thi đấu năm phút trong trận giao hữu với Watford tại Vicarage Road sau pha va chạm. Anh đã được đưa đến bệnh viện để kiểm tra và dần phục hồi. Sau đó, các bác sĩ đã xác định anh bị vỡ vách ngăn mũi. Ngày 8 tháng 11 năm 2015, Immobile đã ghi bàn thắng đầu tiên cho Sevilla ở phút 36 khi họ bất ngờ đánh bại Real Madrid trên sân nhà với tỉ số 3-2. Trong tháng 11, Immobile được câu lạc bộ mua đứt với giá 11 triệu Euro cộng với 3 triệu Euro mượn đầu mùa.

### Cho mượn tại Torino
Ngày 14 tháng 1 năm 2016, Immobile trở lại Torino theo dạng cho mượn cho đến hết mùa giải 2015–16. Hai ngày sau khi ra mắt trở lại, anh đã ghi bàn thắng mở tỉ số trong chiến thắng 4-2 trên sân nhà trước Frosinone. Ngày 14 tháng 2, anh lập một cú đúp trong chiến thắng 3-1 trên sân khách trước Palermo. Ngày 22 tháng 3, các bác sĩ xác định anh bị chấn thương bắp đùi sau va chạm ở hiệp một trong trận derby với Juventus hai ngày trước đó, và anh sẽ phải ngồi ngoài một tháng.

### Lazio
Ngày 27 tháng 7 năm 2016, Immobile đã ký hợp đồng trị giá 8,75 triệu euro với Lazio (cộng thêm 700.000 Euro hoa hồng cho người đại diện). Ngày 21 tháng 8, Immobile đã ghi bàn trong trận mở màn của Lazio với chiến thắng 4-3 trên sân khách trước Atalanta. Immobile kết thúc mùa giải với 23 bàn thắng sau 36 lần ra sân cộng với 3 bàn ở Coppa Italia, vượt qua tổng số số bàn giúp anh giành Capocannoniere khi còn thi đấu cho Torino trong mùa giải 2013–14, mặc dù lần này nó không giúp anh giành được danh hiệu vua phá lưới Serie A, bởi Edin Džeko mùa giải đó đã ghi đến 29 bàn thắng cho Roma.
Đến ngày 13 tháng 8 năm 2017, Immobile đã ghi được hai bàn thắng trong trận Siêu cúp bóng đá Ý 2017,  Lazio giành chiến thắng chung cuộc với tỉ số 3-2 trước Juventus. Ngày 10 tháng 9, trong trận đấu thứ ba của Lazio trong mùa giải, anh lập hat-trick và một kiến tạo trên sân nhà trong chiến thắng 4–1 trước Milan. Với thành tích ấn tượng đó, ngày 21 tháng 10, Lazio đã đề nghị một bản hợp đồng với Immobile cho đến năm 2022. Vào ngày 6 tháng 1 năm 2018, Immobile đã ghi 4 bàn trong trận đấu với S.P.A.L., trở thành cầu thủ đầu tiên của Lazio ghi được hơn một hat-trick trong một mùa trong vòng 16 năm qua, kết thúc Lazio giành chiến thắng với tỉ số 5-2. Ngày 22 tháng 2 năm 2018, Immobile đã lập tiếp một hat-trick ở vòng bảng Europa League trên sân nhà ở lượt trận thứ hai khi gặp Steaua București, trận đấu kết thúc với chiến thắng 5-1 cho Lazio, qua đó giúp Lazio vượt qua vòng bảng để vào vòng 16 đội. Vào ngày 31 tháng 3 năm 2018, Immobile đã ghi hai bàn trong chiến thắng 6-2 trên sân nhà của Lazio trước Benevento, đó đã là bàn thắng thứ 36 của anh trong mùa giải trên mọi đấu trường, qua đó phá vỡ kỷ lục của Giorgio Chinaglia đã lập trước đó. Immobile kết thúc mùa giải với 29 bàn thắng sau 33 lần ra sân, giành Capocannoniere cùng với Mauro Icardi của Inter. Ngày 3 tháng 11 năm 2019, anh đã ghi bàn thắng thứ 100 cho Lazio trong chiến thắng 2-1 trên sân khách trước Milan.

## Sự nghiệp quốc tế
Vào ngày 2 tháng 3 năm 2014, anh nhận được cuộc gọi tới huấn luyện viên Cesare Prandelli của đội tuyển quốc gia Ý nhằm triệu tập anh chuẩn bị cho trận đấu với Tây Ban Nha ba ngày sau đó. Anh vào sân thay thế cho Alessio Cerci ở phút thứ 69 phút, cuối cùng trận đấu kết thúc với chiến thắng 1-0 dành cho Tây Ban Nha. Ngày 13 tháng 5 năm 2014, Immobile được điền tên trong đội hình sơ bộ 30 người chuẩn bị cho World Cup 2014, và đến ngày 1 tháng 6, anh có mặt trong danh sách rút gọn cuối cùng của đội hình 23 người tham dự giải. Vào ngày 8 tháng 6, anh lập một hat-trick trong trận đấu khởi động World Cup cuối cùng của Ý, chiến thắng 5-3 không chính thức trước câu lạc bộ Brazil Fluminense. Immobile đã ra mắt thi đấu trong trận mở màn thắng 2–1 trước Anh tại Manaus vào ngày 14 tháng 6, anh được chơi 17 phút cuối khi vào sân thay thế cho Mario Balotelli. Bàn thắng quốc tế chính thức đầu tiên của anh là trong chiến thắng giao hữu 2-0 trước Hà Lan vào ngày 4 tháng 9 năm 2014. Ngày 31 tháng 5 năm 2016, Immobile đã được ghi tên vào đội hình 23 cầu thủ của Conte tham dự Euro 2016.
Năm 2020, anh cùng đội tuyển Ý lên ngôi vô địch Euro lần thứ hai sau khi vượt qua đội tuyển Anh ở trận chung kết.

## Thống kê

### Câu lạc bộ
Tính đến 30 tháng 8 năm 2024
| Câu lạc bộ          | Mùa giải            | Giải đấu            | Giải đấu | Giải đấu | Cúp quốc gia | Cúp quốc gia | Châu Âu | Châu Âu | Khác | Khác | Tổng cộng | Tổng cộng |
| Câu lạc bộ          | Mùa giải            | Hạng đấu            | Trận     | Bàn      | Trận         | Bàn          | Trận    | Bàn     | Trận | Bàn  | Trận      | Bàn       |
| ------------------- | ------------------- | ------------------- | -------- | -------- | ------------ | ------------ | ------- | ------- | ---- | ---- | --------- | --------- |
| Sorrento            | 2006–07             | Serie C2            | 0        | 0        | —            | —            | —       | —       | 1    | 0    | 1         | 0         |
| Juventus            | 2008–09             | Serie A             | 1        | 0        | 0            | 0            | 0       | 0       | —    | —    | 1         | 0         |
| Juventus            | 2009–10             | Serie A             | 2        | 0        | 1            | 0            | 1       | 0       | —    | —    | 4         | 0         |
| Juventus            | Tổng cộng           | Tổng cộng           | 3        | 0        | 1            | 0            | 1       | 0       | —    | —    | 5         | 0         |
| Siena (mượn)        | 2010–11             | Serie B             | 4        | 1        | 2            | 1            | —       | —       | —    | —    | 6         | 2         |
| Grosseto (mượn)     | 2010–11             | Serie B             | 16       | 1        | 0            | 0            | —       | —       | —    | —    | 16        | 1         |
| Pescara (mượn)      | 2011–12             | Serie B             | 37       | 28       | 0            | 0            | —       | —       | —    | —    | 37        | 28        |
| Genoa               | 2012–13             | Serie A             | 33       | 5        | 1            | 0            | —       | —       | —    | —    | 34        | 5         |
| Torino              | 2013–14             | Serie A             | 33       | 22       | 1            | 1            | —       | —       | —    | —    | 34        | 23        |
| Borussia Dortmund   | 2014–15             | Bundesliga          | 24       | 3        | 3            | 3            | 6       | 4       | 1    | 0    | 34        | 10        |
| Sevilla (mượn)      | 2015–16             | La Liga             | 8        | 2        | 3            | 2            | 3       | 0       | 1    | 0    | 15        | 4         |
| Torino (mượn)       | 2015–16             | Serie A             | 14       | 5        | —            | —            | —       | —       | —    | —    | 14        | 5         |
| Lazio               | 2016–17             | Serie A             | 36       | 23       | 5            | 3            | —       | —       | —    | —    | 41        |           |
| Lazio               | 2017–18             | Serie A             | 33       | 29       | 4            | 2            | 9       | 8       | 1    | 2    | 47        | 41        |
| Lazio               | 2018–19             | Serie A             | 36       | 15       | 5            | 3            | 5       | 1       | —    | —    | 46        | 19        |
| Lazio               | 2019–20             | Serie A             | 37       | 36       | 2            | 1            | 4       | 2       | 1    | 0    | 44        | 39        |
| Lazio               | 2020–21             | Serie A             | 35       | 20       | 1            | 0            | 5       | 5       | —    | —    | 41        | 25        |
| Lazio               | 2021–22             | Serie A             | 31       | 27       | 2            | 1            | 7       | 4       | —    | —    | 40        | 32        |
| Lazio               | 2022–23             | Serie A             | 31       | 12       | 1            | 0            | 6       | 2       | —    | —    | 38        | 14        |
| Lazio               | 2023–24             | Serie A             | 31       | 7        | 3            | 0            | 8       | 4       | 1    | 0    | 43        | 11        |
| Lazio               | Tổng cộng           | Tổng cộng           | 270      | 169      | 23           | 10           | 44      | 26      | 3    | 2    | 340       | 207       |
| Beşiktaş            | 2024–25             | Süper Lig           | 3        | 3        | 0            | 0            | 2       | 2       | 1    | 2    | 6         | 7         |
| Tổng cộng sự nghiệp | Tổng cộng sự nghiệp | Tổng cộng sự nghiệp | 445      | 238      | 34           | 17           | 56      | 32      | 7    | 4    | 542       | 292       |

1. ↑  Bao gồm Coppa Italia, DFB-Pokal, Copa del Rey
2. ↑  Ra sân tại Supercoppa C2
3. 1 2 3 4 5  Số lần ra sân tại UEFA Champions League
4. ↑  Ra sân tại DFL-Supercup
5. ↑  Ra sân tại UEFA Super Cup
6. 1 2 3 4 5  Số lần ra sân tại UEFA Europa League
7. 1 2 3  Số lần ra sân tại Supercoppa Italiana
8. ↑  Bốn lần ra sân và một bàn thắng tại UEFA Europa League, hai lần ra sân và một bàn thắng tại UEFA Europa Conference League
9. ↑  Ra sân tại Turkish Super Cup

### Đội tuyển quốc gia
Tính đến 9 tháng 9 năm 2023
| 2014      | 9  | 1  |
| 2015      | 3  | 0  |
| 2016      | 8  | 4  |
| 2017      | 10 | 2  |
| 2018      | 5  | 0  |
| 2019      | 4  | 3  |
| 2020      | 3  | 0  |
| 2021      | 12 | 5  |
| 2022      | 1  | 0  |
| 2023      | 2  | 2  |
| Tổng cộng | 57 | 17 |

### Bàn thắng quốc tế
Bàn thắng và kết quả của Ý được để trước.
| #   | Ngày                 | Địa điểm                                                  | Đối thủ       | Bàn thắng | Kết quả | Giải đấu                      |
| --- | -------------------- | --------------------------------------------------------- | ------------- | --------- | ------- | ----------------------------- |
| 1.  | 4 tháng 9 năm 2014   | Sân vận động San Nicola, Bari, Ý                          | Hà Lan        | 1–0       | 2–0     | Giao hữu                      |
| 2.  | 5 tháng 9 năm 2016   | Sân vận động Sammy Ofer, Haifa, Israel                    | Israel        | 3–1       | 3–1     | Vòng loại FIFA World Cup 2018 |
| 3.  | 9 tháng 10 năm 2016  | Philip II Arena, Skopje, Bắc Macedonia                    | Bắc Macedonia | 2–2       | 3–2     | Vòng loại FIFA World Cup 2018 |
| 4.  | 9 tháng 10 năm 2016  | Philip II Arena, Skopje, Bắc Macedonia                    | Bắc Macedonia | 3–2       | 3–2     | Vòng loại FIFA World Cup 2018 |
| 5.  | 12 tháng 11 năm 2016 | Sân vận động Rheinpark, Vaduz, Liechtenstein              | Liechtenstein | 2–0       | 4–0     | Vòng loại FIFA World Cup 2018 |
| 6.  | 24 tháng 3 năm 2017  | Sân vận động Renzo Barbera, Palermo, Ý                    | Albania       | 2–0       | 2–0     | Vòng loại FIFA World Cup 2018 |
| 7.  | 5 tháng 9 năm 2017   | Sân vận động Mapei - Città del Tricolore, Reggio Emila, Ý | Israel        | 1–0       | 1–0     | Vòng loại FIFA World Cup 2018 |
| 8.  | 8 tháng 9 năm 2019   | Sân vận động Tampere, Tampere, Phần Lan                   | Phần Lan      | 1–0       | 2–1     | Vòng loại UEFA Euro 2020      |
| 9.  | 18 tháng 11 năm 2019 | Sân vận động Renzo Barbera, Palermo, Ý                    | Armenia       | 1–0       | 9–1     | Vòng loại UEFA Euro 2020      |
| 10. | 18 tháng 11 năm 2019 | Sân vận động Renzo Barbera, Palermo, Ý                    | Armenia       | 4–0       | 9–1     | Vòng loại UEFA Euro 2020      |
| 11. | 25 tháng 3 năm 2021  | Sân vận động Ennio Tardini, Parma, Ý                      | Bắc Ireland   | 2–0       | 2–0     | Vòng loại FIFA World Cup 2022 |
| 12. | 31 tháng 3 năm 2021  | Sân vận động LFF, Vilnius, Litva                          | Litva         | 2–0       | 2–0     | Vòng loại FIFA World Cup 2022 |
| 13. | 4 tháng 6 năm 2021   | Sân vận động Renato Dall'Ara, Bologna, Ý                  | Hà Lan        | 1–0       | 4–0     | Giao hữu                      |
| 14. | 11 tháng 6 năm 2021  | Sân vận động Olimpico, Roma, Ý                            | Thổ Nhĩ Kỳ    | 2–0       | 3–0     | UEFA Euro 2020                |
| 15. | 16 tháng 6 năm 2021  | Sân vận động Olimpico, Roma, Ý                            | Thụy Sĩ       | 3–0       | 3–0     | UEFA Euro 2020                |
| 16. | 15 tháng 6 năm 2022  | Sân vận động De Grolsch Veste, Enschede, Hà Lan           | Hà Lan        | 1–1       | 1–2     | UEFA Nations League 2022–23   |
| 17. | 9 tháng 9 năm 2023   | Toše Proeski Arena, Skopje, Bắc Macedonia                 | Bắc Macedonia | 1–0       | 1–1     | Vòng loại UEFA Euro 2024      |

## Danh hiệu

### Câu lạc bộ
Pescara
- Serie B: 2011–12[18]

Borussia Dortmund
- DFL-Supercup: 2014[40]

Lazio
- Coppa Italia: 2018–19
- Supercoppa Italiana: 2017, 2019

Beşiktaş
- Turkish Super Cup: 2024

### Đội tuyển quốc gia
- UEFA European Championship: 2020[77]

### Cá nhân
- Torneo di Viareggio Ghi bàn đẹp nhất (1):

Juventus: 2010
- Torneo di Viareggio Cầu thủ xuất sắc nhất (1):

Juventus: 2010
- Giải vô địch bóng đá Ý (1):

2013-14 (22 bàn)
- Serie B (1):

2011-12 (28 bàn)
- Gran Galà del calcio AIC (1):

Cầu thủ xuất sắc Serie B: 2011-12
- Chiếc giày vàng châu Âu (1): 2020